# Júlia-de-marlier
A Júlia-de-marlier, também conhecida como Júlia-xadrez (Julidochromis marlieri) é um animado ciclídeo africano, com o corpo em forma de torpedo, que habita as zonas rochosas do Lago Tanganyika. É um peixe de pequeno porte, tendo as fêmeas até 13 centimetros de comprimento e os machos até 12 cm, ambos atingindo a maturidade sexual com um comprimento de cerca de 6,5 cm. Tal como outros membros da família Cichlidae, deposita os ovos em grutas, e protege as suas crias. Este ciclídeo cresce muito lentamente: em dois meses, as suas crias não têm mais de 2 cm. Prefere águas particularmente duras e alcalinas, com 250 a 300 mg por litro de carbonato de cálcio (GH 12 - 20; KH 14 - 20), pH próximo de 8,6 (7,8 - 9,5), e uma temperatura de cerca de 26°C (22 - 27°C)
A sua característica mais reconhecível é o modo deliberado e preciso como se move, podendo nadar de lado, ou pairar de cabeça-para-baixo, de uma forma que recorda o voo dos beija-flores, movendo-se para cima e para baixo nas estruturas rochosas.

## Taxonomia
O professor Max Poll catalogou este pequeno peixe em Tanganyika, em 1956, baptizando-o em homenagem ao belga Marlier G. Matthes, responsável pela recolha de vários espécimes da espécie no Lago.

## Distribuição e Diversidade
Esta espécie ocorre principalmente no Noroeste e Sudeste do Lago, sobretudo em Makabola, e esporadicamente ao longo da costa da Tanzânia, Burundi e da República Democrática do Congo. (Magara, Ilhas Luhanga-Kavala, Cabo Tembwe, Kala-Isanga, Samazi, Halembe, Katoto, Kaku.)
Encontram-se num habitat de paredes rochosas, bastante inclinadas, e com uma profundidade de 5 a 30 metros. Nestas condições, a única matéria vegetal presente são algas. A água é cristalina e rica em oxigénio.

## Descrição física
É muito semelhante, na sua coloração, à Julidochromis transcriptus, não tendo no entanto o ventre branco. As faixas verticais e horizontais fundem-se até ao abdómen. Tem uma variedade de diferentes marcas na barbatana caudal, dependendo da proveniência do stock. A faixa sob o olho é uma marca distintiva em relação às outras Júlias. Aparentemente existem muitas variantes geográficas, incluindo uma forma anã, a Julidochromis marlieri "gombe". Os padrões mais desejáveis são com branco e negro bem definido, sendo de evitar os padrões mais desbotados ou acastanhados.
As fêmeas, para além de um pouco maiores e encorpadas do que os machos, têm papillae genitais mais longas (para depositar os ovos), orientadas para a frente, enquanto os machos as têm mais curtas e afiladas, e orientadas para trás.

## Ecologia e Comportamento
Passam a maior parte do tempo em grutas e fendas nas rochas, onde se alimentam e procuram protecção. É também aqui que depositam os seus ovos.
Alimentam-se de pequenos invertebrados -sobretudo pequenos caracois- incluindo também pequenos insectos e microfauna encontrada junto às algas das paredes rochosas. Também se alimentam de esponjas-de-água-doce e matéria vegetal, embora no aquário aceitem alimentos em floco, granulado, congelados ou vivos.
Os machos são mais agressivos, e quando atingem a maturidade começam a escolher e a defender o seu território. Um macho dominante afastará constantemente outros machos e fêmeas que não lhe agradem, embora as fêmeas, enquanto não formarem um casal, provavelmente não lutarão entre si. No entanto, as hierarquias nesta espécie são complicadas: em peixes que ainda não formaram casais, mesmo a fêmea dominante submete-se sempre a qualquer macho. Mas quando o macho dominante forma um casal, a sua fêmea ocupa na hierarquia da comunidade o local imediatamente inferior ao do seu macho. Para complicar as coisas, no seio do casal, quando os alevins nascem a fêmea assume o papel dominante, voltando à normalidade assim que os alevins se tornam independentes.

## No aquário
Um dos comportamentos que distingue as Julias de outros ciclídeos é que logo que formam pares não mais se separam. As Julias não são uma espécie polígama: pelo contrário, estes pares permanecem intactos durante toda a sua vida. Apesar disso, no aquário, depois de um par formado, é desaconselhável alterar a disposição das pedras, pois estas é que delimitam os territórios, tanto do macho como da fêmea, e o stress resultante da alteração pode mesmo levar a um "divórcio".
Não procriam em nenhuma época em particular e, como outras espécies de Júlias, tanto podem depositar regularmente uma pequena quantidade de ovos, como produzir grandes posturas em intervalos de tempo maiores. No entanto, normalmente são de esperar posturas de 50 a 75 ovos. Protegem os alevins, mesmo depois de novas posturas, e tanto os alevins como os pais apreciarão artémia recém-eclodida. Como muitos ciclídeos, precisam de algumas posturas para "aprender" a serem pais mais eficazes.
Naturalmente, como qualquer habitante das paredes rochosas do Lago Tangayika, requerem um aquário com muitas pedras e esconderijos, preferencialmente até abaixo da superfície. O substracto do aquário deve ser de areia fina, já que substractos de maior granulometria podem encurralar os pequenos alevis (para além de aprisionar detritos e restos que podem causar problemas de amónia e nitratos, assim como dificuldades na manutenção do pH).
Embora não particularmente adequado para um comunitário do Lago, pode partilhar o aquário com ciclídeos do mesmo tamanho, como Neolamprologus e Altolamprologus e, num aquário alto, com um cardume de peixes do género Cyprichromis.

## Nomes comuns
- Marlier's Julie (em inglês)
- Checkered Julie (em inglês)